# Филип II фон Хиршхорн
Филип II фон Хиршхорн (на немски: Philipp II von Hirschhorn; * 19 август 1483; † 16 март 1522) е благородник от род Хиршхорн на Некар в Хесен.
Той е син на Ханс (Йохан) VIII фон Хиршхорн († 1513) и съпругата му Ирмел фон Хандшухсхайм († 1496). Внук е на Каспар фон Хиршхорн († 1467) и Аделхайд Шелм († 1469). Правнук е на Филип I фон Хиршхорн († 1435) и Ирмел/Ирмезинд фон Винебург и Байлщайн.
Брат е на Енгелхард III фон Хиршхорн (1485 – 1529), женен на 30 май 1505 г. за Маргарета фон Венинген († 1556) и има син.
Филип II фон Хиршхорн умира на 38 години на 16 март 1522 г. и е погребан в кармелитската църква в Хиршхорн.
Фамилията фон Хиршхорн измира по мъжка линия през 1632 г.

## Фамилия
Филип II фон Хиршхорн се жени на 25 юли 1511 г. за Аполония Бок († 29 септември 1542, погребана в Гонделсхайм), дъщеря на Йохан Бок, господар на Герстхайм († ок. 1533) и Урсула фон Флекенщайн († сл. 1534). Те имат дъщеря:
- Мария (Урсула) фон Хиршхорн на Некар († 1538/ сл. 1556), омъжена I. за Конрад фон Венинген/Фенинген († 1532), баденски съветник и дворцов майстер, II. за Блайккард XVI Ландшад фон Щайнах.

Вдовицата му Аполония Бок се омъжва втори път за Ханс IV Ландшад фон Щайнах (1500 – 1571) и има дъщеря.